# غلزار (إيران)
غلزار (بالفارسية: گلزار) هي مدينة تقع في إيران في البلدة المركزية. يقدر عدد سكانها بـ 6,131 نسمة .